# اچ‌ام‌اس ای۷
اچ‌ام‌اس ای۷ (به انگلیسی: HMS A7) یک زیردریایی بود که طول آن ۱۰۵ فوت ۳ اینچ (۳۲٫۰۸ متر) بود. این زیردریایی در سال ۱۹۰۵ ساخته شد.